# Алдаїр Кінтана
Алдаїр Кінтана (ісп. Aldair Quintana, нар. 11 липня 1994, Ібаге) — колумбійський футболіст, воротар клубу «Атлетіко Насьйональ», який на правах оренди грає в клубі «Атлетіко Букараманга». Відомий за виступами в низці колумбійських клубів. Чемпіон Колумбії.

## Ігрова кар'єра
Алдаїр Кінтана народився 1994 року в місті Ібаге. Розпочав грати в юнацькій команді аргентинського клубу «Рівер Плейт», пізніше займався в юнацькій команді колумбійського клубу «Індепендьєнте Медельїн». У дорослому футболі дебютував 2015 року виступами за команду «Депор», в якій того року взяв участь у 20 матчах чемпіонату, у 2016 році грав у складі команди «Орсомарсо». У другій половині 2016 року був у складі команди «Індепендьєнте Медельїн», у 2017 році знаходився у складі команди «Депортес Толіма», проте в цих командах не закріпився. У 2018 році Кінтана став гравцем клубу «Атлетіко Уїла», в якому став основним воротарем. З 2019 року футболіст захищав ворота клубу «Атлетіко Насьйональ», де грав до 2023 року, після чого Кінтану віддали в оренду до клубу «Депортіво Перейра». З 2024 року Алдаїр Кінтана грає в оренді в клубі «Атлетіко Букараманга», у складі якого став чемпіоном Колумбії 2024 року турніру Інісіаль.

## Виступи за збірні
У 2019 році Алдаїра Кінтану включили до попереднього складу національної збірної Колумбії на розіграші Кубка Америки 2019 року, проте до остаточного списку гравців збірної він не увійшов. У 2021 році футболіста включили до складу національної збірної для участі в розіграші Кубка Америки 2021 року у Бразилії. Проте на турнірі Кінтана не виходив на поле, й у збірній так і не дебютував.

## Титули і досягнення
- Чемпіон Колумбії: 2022 А, 2024 І
- Володар Кубка Колумбії: 2021